# Jim Carmichael
Pour les articles homonymes, voir Carmichael.
James Dundas Carmichael dit Jim Carmichael, né le 1er août 1909 en Californie et mort le 26 mai 1988 à Los Angeles, est un maquettiste de dessin-animé américain.

## Filmographie
- 1938 : L'Ange gardien de Donald (animation)
- 1939 : Le Pingouin de Donald (arrière-plan)
- 1939 : Standard Parade (animation)
- 1940 : Pluto resquilleur (animation)
- 1941 : Dumbo (voix), un corbeau
- 1949 : Grape Nutty (animation)